# ظفرنامه (شرف‌الدین علی یزدی)

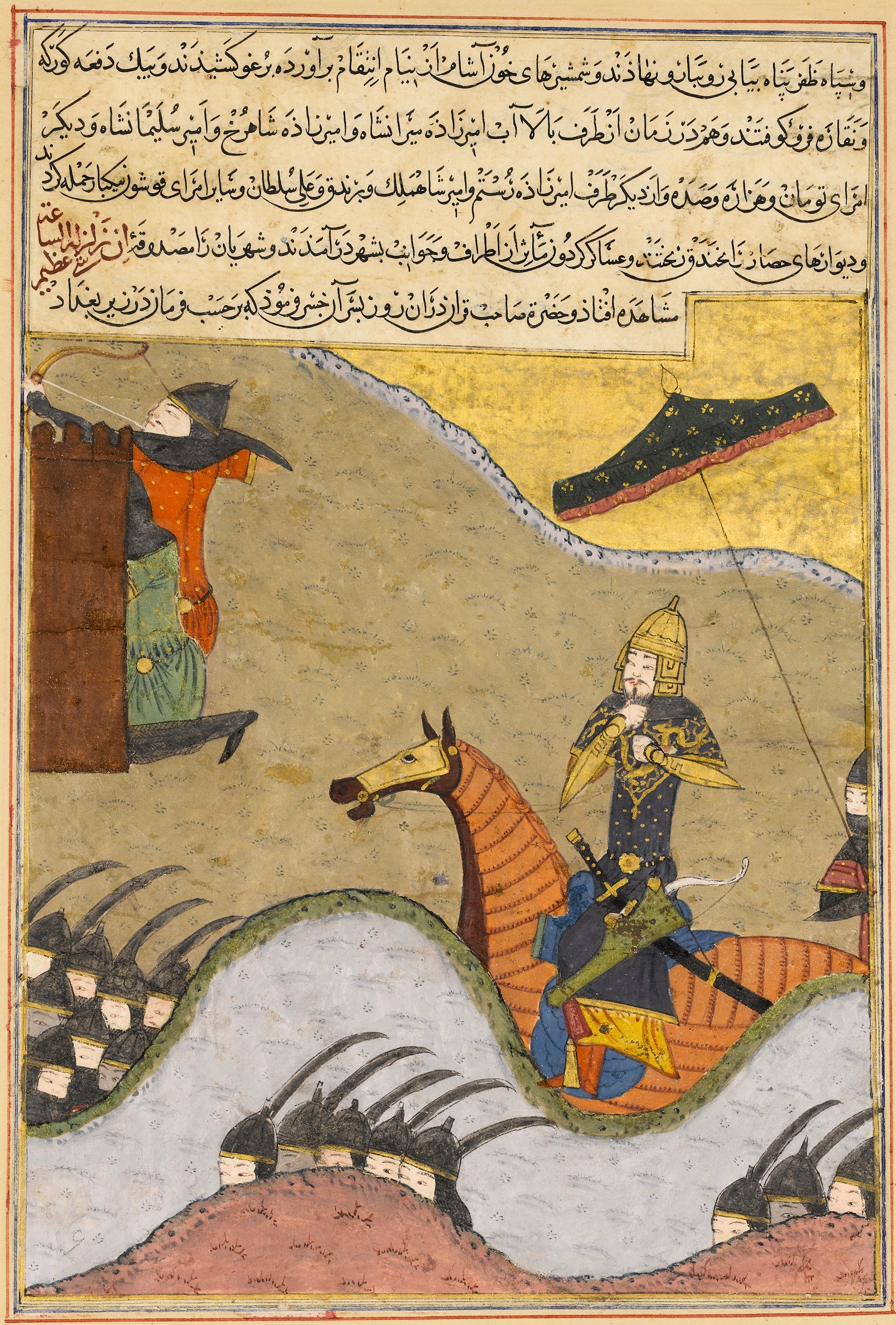
فتح بغداد توسط تیمور

ظفرنامه (ح ۸۲۸–۸۳۲ قمری) کتابی تاریخی از شرف‌الدین علی یزدی است که به سفارش ابراهیم سلطان (پسر شاهرخ) دربارهٔ نسب تیمور و زندگی او از طفولیت تا هنگام درگذشتش و همچنین جانشینی خلیل سلطان به جای او در سمرقند و زوال دولت او است و در پایان نیز به بیان خصوصیات امیر تیمور پرداخته شده‌است. علی یزدی در نوشتن این کتاب بسیار وامدار ظفرنامهٔ شامی بوده‌است.
این کتاب در سدهٔ نهم و دهم نمونهٔ فصاحت محسوب می‌شد. بعضی از نسخه‌های کتاب شامل مقدمه‌ای با عنوان تاریخ جهانگیر است که حاوی نسب‌نامهٔ خانان ترک و تاریخ چنگیز خان و اعقاب او است.